# Kiskadács
Kiskadács (románul Cădaciu Mic) falu Romániában, Hargita megyében.
Székelykeresztúrtól 8 km-re északkeletre fekszik. A falu Nagykadácsnak a Siménfalva felé eső részéből alakult ki. Egykori unitárius temploma 1812-ben épült a Nyikó partjára, 1926-ban bezárták, majd 1969-ben lebontották. Anyagát a Nagykadácsi templom javításánál használták fel. A trianoni békeszerződésig Udvarhely vármegye Székelykeresztúri járásához tartozott. 1992-ben 84 magyar lakosa volt.